# Xã Ipswich, Quận Edmunds, South Dakota
Xã Ipswich (tiếng Anh: Ipswich Township) là một xã thuộc quận Edmunds, tiểu bang Nam Dakota, Hoa Kỳ. Năm 2010, dân số của xã này là 58 người.